# Batalla de Kohima
La Batalla de Kohima, también conocida como El Stalingrado del Este, fue una batalla que formó parte de la Campaña de Birmania dentro del marco de la Segunda Guerra Mundial. La batalla tuvo lugar alrededor de la ciudad de Kohima , la capital de Nagaland en el noreste de la India y transcurrió entre el 4 de abril y el 22 de junio de 1944.
A grandes rasgos constó de tres partes diferenciadas:
- Entre el 3 y el 16 de abril en la que los japoneses intentaron capturar la cordillera de Kohima, zona que dominaba el camino por el que las tropas británicas e indias sitiadas del IV Cuerpo en Imphal, donde se encontraba la principal base militar británica de la zona, recibían los suministros. A mediados de abril, la pequeña fuerza británica e India en Kohima fue relevada.

- Del 18 de abril al 13 de mayo en la que los refuerzos británicos e indios contraatacaron con la intención de expulsar a los japoneses de las posiciones que habían capturado. Los japoneses abandonaron la cresta de la cordillera, aunque seguían bloqueando la carretera que llevaba a Imphal.

- Por último, del 16 de mayo al 22 de junio, las tropas británicas e indias persiguieron a los japoneses que se retiraban y desbloquearon la carretera. La batalla terminó el 22 de junio cuando las tropas británicas e indias de Kohima e Imphal se reunieron en Milestone 109, poniendo fin al asedio de Imphal.

## Fondo de la batalla
El plan japonés para invadir la India, cuyo nombre en código era Operación U-Go, fue originalmente pensado para destruir el IV Cuerpo británico situado Imphal, Manipur, y así interrumpir los planes ofensivos de los aliados para ese año. El comandante del XV Ejército japonés, el teniente general Renya Mutaguchi, amplió el plan para finalmente invadir la India e incluso derrocar al Raj británico.
Con ello los japoneses demostrarían la debilidad del Imperio Británico y animarían a los nacionalistas indios en sus esfuerzos de descolonización. Además, la ocupación del área alrededor de Imphal afectaría severamente los esfuerzos estadounidenses para abastecer al ejército de Chiang Kai-shek en China.
Parte del plan implicaba enviar a la 31.ª División japonesa (que estaba compuesta por el 58.º Regimiento, el 124.º Regimiento, el 138.º Regimiento y el 31.er Regimiento de Artillería de Montaña) para capturar Kohima y así aislar a Imphal. Mutaguchi deseaba capturar de Kohima con la 31.ª División pues allí se encontraba la base vital y logística del ferrocarril en el valle del río Brahmaputra. Sin embargo el comandante de la 31ª División, el teniente general Kōtoku Satō recelaba del plan pues ni había participado en él y creía tener pocas posibilidades de que se logrará la victoria. De hecho les dijo a su personal que podrían morir de inanición. Su pensamiento era compartido con otros oficiales japoneses que consideraban a Mutagachi un mentecato. Además ambos habían estado en bandos opuestos durante la división entre las facciones de Tōseiha y Kōdōha dentro del ejército japonés a principios de la década de 1930, por lo que Sato creía que tenía motivos para desconfiar de los verdaderos motivos de Mutaguchi.

## Preludio

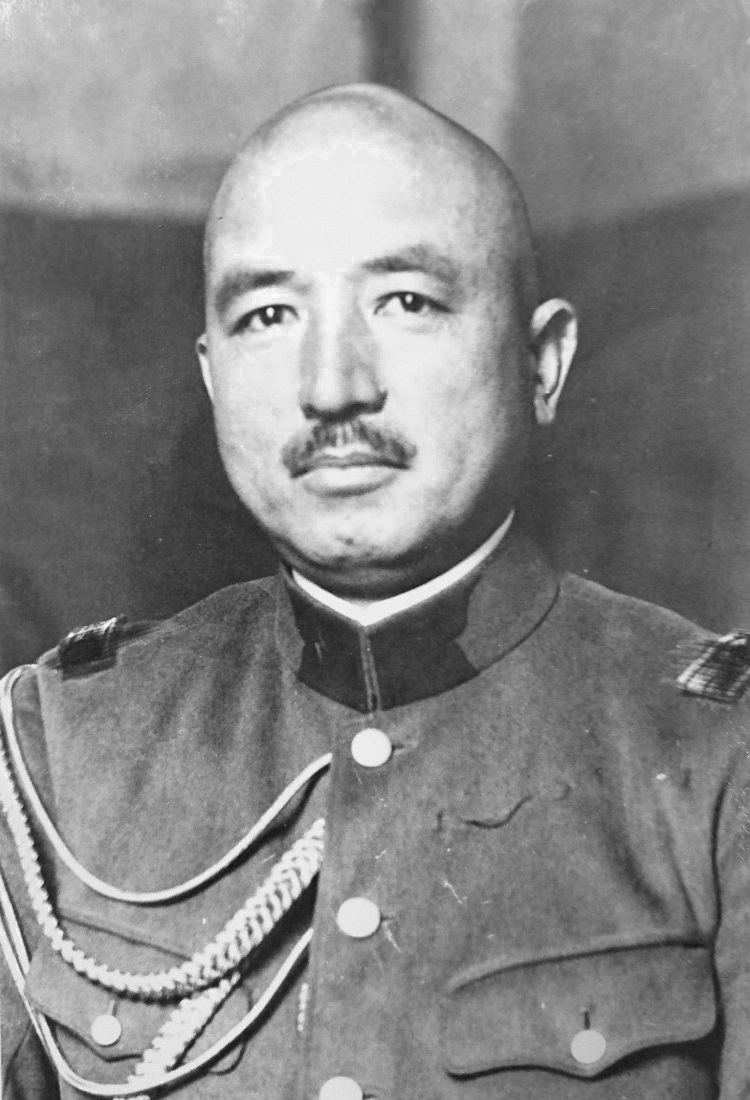
Renya Mutaguchi planificador de la Operación U-Go.

Desde el 15 de marzo de 1944, la 31ª División japonesa cruzó el río Chindwin, cerca de Homalin, trasladándose al noroeste a lo largo de la selva en un frente de unos 95 kilómetros de ancho. Se avanzó bastante a pesar de la dificultad del terreno. El 20 de marzo el ala izquierda de la división, formada por el grueso del 58 ° Regimiento y comandada por el comandante del Grupo de Infantería de la división el mayor General Miyazaki Shigesaburo, se encontraba por delante de la formación vecina, la 15.ª División de Infantería japonesa, cuando se enfrentaron con las tropas indias que cubrían el acceso del norte a Imphal.
La 50.ª Brigada India de Paracaidistas bajo el mando del brigadier Maxwell Hope-Thompson, no eran el objetivo de Miyazaki, pero este último decidió eliminarlos de su línea de avance. La batalla duró seis días. Las tropas de la brigada de paracaidistas se encontraba falta de recursos, pero Miyazaki estaba en desventaja al no contar con artillería hasta el final de la batalla. Finalmente, cuando algunas de las tropas de la 15.ª División japonesa se unieron a la batalla, Hope-Thompson optó por retirarse. Las tropas indias perdieron unos 600 hombres por algo más de 400 japoneses. Miyazaki también había capturado algunos de los alimentos y municiones que había arrojado la Royal Air Force. Sin embargo, a pesar de tener la ruta más corta y fácil a Kohima sufrieron un retraso de una semana.
Mientras tanto, el comandante del Decimocuarto Ejército británico, el teniente general William Slim, tardó en darse cuenta de que la  (en parte de los documentos japoneses que habían sido capturados en Sangshak) de que toda una  31ª División japonesa avanzaba hacia Kohima. Él y su estado mayor originalmente habían creído que, debido a la orografía del terreno , los japoneses solo podrían enviar un regimiento para tomar Kohima, es decir unos 2,600 hombres.
Slim sabía que disponía de pocos soldados en Kohima y en la base de Dimapur, a unos 50 kilómetros al norte. La base de Dimapur tenía almacenes de suministros para los que Slim pidió a su superior, el general George Giffard, una mayor protección pues la caída de la base en manos japonesas hubiese sido nefasta>. Además necesitaba más tropas para relevar a las que se encontraban en el frente de Imphal y que ya estaban reforzandolo con rapidez. Como parte de esa estrategia, la infantería y la artillería de la 5.ª División de Infantería de la India volaron desde el Arakan, donde acababan de participar en la Batalla de Ngakyedauk. Mientras que el cuerpo principal de la división fue a Imphal, donde algunas unidades habían sido aisladas y casi todas las reservas del IV Cuerpo ya se habían rendido, la 161ª Brigada de Infantería India, comandada por el Brigadier Dermot Warren y con el 24º Regimiento de Artillería de Montaña y el Real Cuerpo de Artillería de la India, fueron trasladados a Dimapur junto a otras Divisiones y Brigadas que fueron trasladadas en marzo.

## La batalla

### Orografía

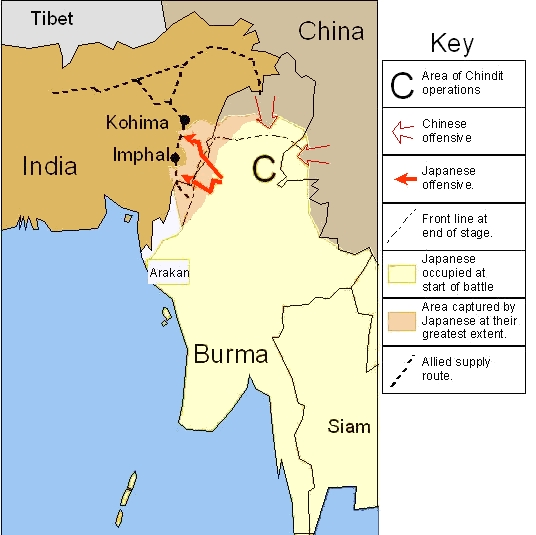
Campaña de Imphal y Kohima

La importancia estratégica de la cresta de Kohima en la ofensiva japonesa de 1944 radicaba en que era la mejor ruta desde Birmania a la India. A través de ella transcurría la principal ruta de suministro entre la base de Dimapur en el valle del río Brahmaputra e Imphal, donde las tropas británicas e indias del IV Cuerpo (que constaba de las Divisiones 17º , 20º y 23º de Infantería India) se enfrentaron a la principal ofensiva japonesa.
La cresta del Kohima aproximadamente de norte a sur. El camino de Dimapur a Imphal subía hasta su extremo norte y corre a lo largo de su cara este. En 1944, Kohima era el centro administrativo de Nagaland. El comisionado adjunto era Charles Pawsey cuya casa estaba en la ladera de una colina en una curva de la carretera, con sus jardines y cancha de tenis, y una casa club, en las terrazas de arriba. Aunque algunas terrazas alrededor de la aldea fueron despejadas para el cultivo, las empinadas laderas de la cordillera estaban densamente boscosas.
Al norte de la cresta se encontraba el área densamente poblada de Naga Village que estaba coronada por Treasury Hill, y Church Knoll. El sur y el oeste de la cresta estaban cubierto de jungla. Los diversos campamentos de tropas británicas e indias en el área dieron sus nombres a las características que iban a ser importantes en la batalla, por ejemplo, FSD Hill o simplemente FSD. Los japoneses más tarde también le dieron a dichas partes sus nombres en clave como por ejemplo Garrison Hill fue Inu (perro) y Kuki Piquet como Saru (mono).

### Asedio nipón
Antes de que llegara la 161ª Brigada India, las únicas tropas de combate en el área eran el recién creado 1er Batallón , el Regimiento de Assam y algunos pelotones del 3er Batallón de los paramilitares de Assam Rifles.  A finales de marzo, la 161ª Brigada se desplegó en Kohima, pero el General de división Ranking les ordenó regresar a Dimapu, pues en un principio  se consideró que Dimapur tenía una mayor importancia estratégica pues era el lugar donde se almacenaba la mayoría de recursos. Slim además tenía el temor de que los japoneses pudieran dejar sólo un destacamento para contener la guarnición de Kohima y el cuerpo principal de la 31ª División se dirigiese hacia el este para atacar Dimapur.

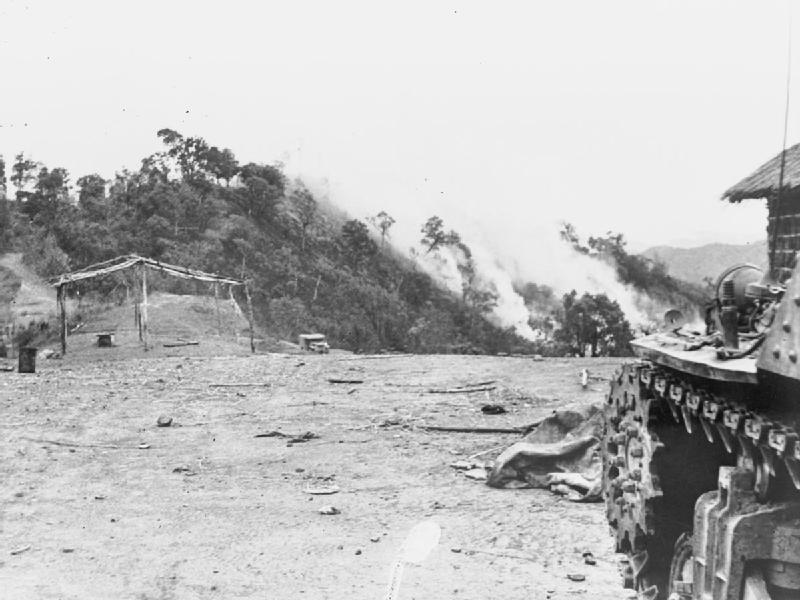
Posiciones japonesas en Kohima

Para alivio de Slim, Sato se concentró en la captura de Kohima. Al comienzo del asedio, el 8 de abril, Mutaguchi ordenó directamente a Sato el envío de un destacamento para avanzar sobre Dimapur. Sato envió a regañadientes un batallón del 138.º Regimiento, pero unas horas más tarde el teniente general Masakasu Kawabe, superior de Mutaguchi, contradijo la orden.
Cuando el ala derecha y centro de la 31.ª División japonesa se acercaron a Jessami, a 48 kilómetros al este de Kohima, elementos del Regimiento de Assam entraron el lucha contra ellos con el objetivo de retrasar las acciones japonesas a partir del 1 de abril. Sin embargo, las tropas indias se vieron desbordadas rápidamente y se les ordenó que se retirasen. En la noche del 3 de abril, las tropas de Miyazaki llegaron a las afueras de la aldea de Naga y comenzaron a explorar el sur de Kohima.
El cuartel general del Cuerpo de Stopford asumió la responsabilidad del frente del Ranking el 3 de abril. Al día siguiente, ordenó a la 161ª un batallón de la Brigada India que avanzara hacia Kohima de  nuevo, el 4º Regimiento Royal West Kent, comandado por el teniente coronel John Laverty del 4.o Batallón de la Reina, una compañía del 4º Batallón y 7º e l regimiento Rajput llegaron a Kohima antes de que los japoneses cortaran la carretera al oeste de la cresta. Además de estas tropas de la 161ª Brigada, la guarnición estaba formada por un batallón novato (el Regimiento Shere) del Ejército Real nepalí, algunas compañías del Regimiento Birmano, parte del Regimiento de Assam que se había retirado a Kohima y varios destacamentos de heridos y tropas de línea de comunicación. La guarnición contaba con unos 2.500, de los que unos 1.000 no eran soldados y estaba comandada por el coronel Hugh Richards, que había servido anteriormente con los Chindits.
El asedio comenzó el 6 de abril. La guarnición inglesa fue bombardeada y poco a poco fue conducida hacia Garrison Hill. Los ingleses a pesar de contar con el apoyo de artillería de la Brigada 161ª se encontraron como en la batalla de Sangshak sin suficientes reservas de agua potable pues el suministro fue capturado por los japoneses el día antes o no fueron ni llenados ni protegidos del fuego. Sin embargo tenían a mano la opción de llegar a un pequeño manantial por la noche. Además los hospitales de campaña ingleses estaban expuestos al fuego enemigo.
Algunas de las peleas más duras tuvieron lugar en el extremo norte de Kohima Ridge, alrededor de la casa del comisionado adjunto Charles Pawsey, en lo que se conoció como la Batalla de la Cancha de Tenis. La cancha de tenis se convirtió en tierra de nadie, con los japoneses y los defensores de Kohima atrincherados en lados opuestos, tan cerca uno del otro que se lanzaron granadas desde las trincheras. Los historiadores estadounidenses Alan Millet y Williamson Murray escribieron sobre esta batalla entre las tropas japonesas y las angloindias que <<En ninguna parte de la Segunda Guerra Mundial, ni siquiera en el Frente Oriental, los combatientes lucharon con más salvajismo sin sentido>>.
En la madrugada del 18 de abril, los japoneses capturaron el área de las casas. También se hicieron con Kuki Picquet, cortando la guarnición en dos. La situación de los defensores era desesperada, pero los japoneses no siguieron atacando Garrison Hill debido al  cansancio y el hambre. Al amanecer las tropas de la 161ª Brigada India llegaron para relevar la guarnición.

### Desahogo y contraofensiva
La 2.a División británica, comandada por el Mayor general John Malcolm Lawrence Grover, había comenzado a llegar a Dimapur a principios de abril. El 11 de abril, el Decimocuarto Ejército tenía aproximadamente el mismo número de tropas en el área que los japoneses. La 5ª Brigada británica de la 2ª División traspasó los controles de carretera japoneses para relevar a la 161ª Brigada en Jotsoma, a unos ocho kilómetros, el 15 de abril. La 6.ª Brigada británica se hizo cargo de la posición defensiva de la 161ª Brigada, lo que le permitió con apoyo aéreo, de artillería y blindados lanzar un ataque hacia Kohima el 18 de abril. Después de un duro día de lucha, las principales tropas de la Brigada se abrieron paso y comenzaron a relevar a la guarnición de Kohima.
Al amparo de la oscuridad, los 300 heridos fueron evacuados. A pesar de haber restablecido el contacto, fue necesario otro día más para poder asegurar completamente la carretera que unía Jotsoma con Kohima. Durante el 19 de abril y hasta la madrugada del 20 de abril, la 6.ª Brigada británica sustituyó a la guarnición original.La 6ª Brigada quedaron estupefactos por el estado de la guarnición; un oficial endurecido por la batalla comentó: <<Parecían espantapájaros envejecidos, manchados de sangre, cayendo de fatiga; lo único limpio en ellos eran sus armas, y olían a sangre, sudor y muerte>>.
Miyazaki continuó con su intento de capturar Garrison Hill lo que produjo intensos combates durante varias noches más, con un gran número de bajas en ambos bandos. Las posiciones japonesas en Kuki Picquet estaban a 46 metros de Garrison Hill, convirtiendo la lucha en cuerpo a cuerpo con frecuencia. En el otro flanco de Garrison Hill , en la noche del 26 al 27 de abril, un ataque británico recuperó la casa del subcomisario, que dominaba la mayor parte del centro japonés.
Los japoneses se reorganizaron para defenderse. Así el cuartel general de la división a las órdenes Sato y la fuerza central bajo el mando del coronel Shiraishi retuvieron Naga Village con cuatro batallones. En el ala izquierda, Kohima Ridge, había también otros 4 batallones bajo el mando de Miyazaki. La parte derecha, mucho más pequeña, tenía aldeas al norte y al este.
Los británicos, para apoyar su ataque contra las posiciones niponas, habían acumulado treinta y ocho obuses de 3,7 pulgadas , cuarenta y ocho cañones de campaña de 25 libras y dos cañones medianos de 5,5 pulgadas. Además la RAF también bombardeó  y ametralló las posiciones japonesas que tan sólo contaban con diecisiete cañones ligeros y con muy poca munición. Sin embargo, el avance del contraataque británico fue lento pues los tanques no se podían usar fácilmente y los japoneses ocuparon búnkeres que estaban profundamente excavados, bien escondidos y se apoyaban mutuamente.
Mientras la 6.ª Brigada británica defendía Garrison Hill, las dos brigadas de la 2.ª División intentaron flanquear los extremos de las posiciones japonesas, Naga Village al norte y GPT Ridge al sur. El monzón había terminado en esa época del año por lo que las laderas estaban embarradas  dificultando el movimiento y el suministro. Incluso en algunos lugares, los británicos tuvieron que hacer escalones en la misma montaña y construir pasamanos para poder avanzar. El 4 de mayo, la Quinta Brigada británica aseguró un punto de apoyo en las afueras de Naga Village, pero un contraataque les hizo retroceder. Ese mismo día, la cuarta brigada británica, después de haber marchado por el flanco alrededor del monte Pulebadze para acercarse a Kohima Ridge desde el suroeste, atacó GPT Ridge  bajo una lluvia torrencial y capturó parte de la cresta por sorpresa, pero sin poder asegurar del todo su totalidad.
A partir del 4 de mayo, tras fallar en los dos intentos de flanquear las posiciones niponas, la 2ª División británica se concentró en atacar las posiciones japonesas a lo largo de Kohima Ridge. El fuego de las posiciones japonesas en la ladera opuesta a GPT Ridge sorprendía en numerosas ocasiones a las tropas británicas que atacaban Jail Hill, lo que causó muchas bajas e impidió la toma de la colina durante una semana. Sin embargo, las distintas posiciones se fueron tomando lentamente. Jail Hill , junto con Kuki Picquet, FSD y DIS, fueron finalmente capturadas por la 33ª Brigada de Infantería de la India el 11 de mayo, después de un bombardeo de proyectiles de humo cegará las posiciones de las ametralladoras japonesas y permitiera a las tropas asegurar la colina y excavar trincheras.
Las últimas posiciones japonesas en la cresta que se capturaron fueron la cancha de tenis y los jardines sobre el bungaló del subcomisario. El 13 de mayo, después de varios intentos fallidos de flanquear o asaltar la posición, los británicos finalmente encontraron un camino hasta la cima por encima de la posición, hasta la cual se podía llegar en tanque. Un tanque Lee se estrelló contra la cancha de tenis y destruyó las trincheras y búnkeres japoneses. El Regimiento de Dorsetshire siguió y capturó la ladera donde antes se encontraba el bungaló, despejando así finalmente Kohima Ridge. El terreno se había reducido a un desierto infestado de moscas y ratas, con restos humanos medio enterrados por todas partes. Las condiciones en las que las tropas japonesas habían vivido y luchado han sido descritas por varias fuentes, como el autor Frank McLynn, como "indescriptibles".
Con la llegada de los refuerzos aliados la situación para los japoneses empeoró. La 7ª División de Infantería de la India, comandada por el mayor general Frank Messervy, llegaba poco a poco por carretera y ferrocarril desde el Arakan. Su 33ª Brigada India ya había sido liberada de la reserva del XXXIII Cuerpo para unirse a la lucha el 4 de mayo. La 114ª Brigada de Infantería de la India y el Cuartel General de la División llegaron el 12 de mayo y (con la 161.ª Brigada al mando) la división se concentró en capturar la Naga Village desde el norte. La 268.ª Brigada de Infantería India independiente relevó a las brigadas de la 2ª División británica.
Sin embargo, cuando los aliados lanzaron otro ataque el 16 de mayo, los japoneses continuaron defendiendo tenazmente Naga Village y Aradura Spur. Fueron repelidos los ataques nocturnos del 24 al 25 de mayo a Naga Village y a  Aradura Spur del 28 al 29. Los repetidos contratiempos junto al agotamiento y los efectos del clima empezaron a afectar a la moral británica.

### Retirada nipona
La 31ª División japonesa había comenzado la operación con tan solo suministro de alimentos para tres semanas. Una vez agotados los suministros, tuvieron que vivir de las pocas existencias capturadas y de lo que podían buscar en aldeas locales cada vez más hostiles. Poco antes de que comenzara el asedio de Kohima, los japoneses habían capturado en Naga Village un almacén con arroz para alimentar a una división durante tres años, pero fue inmediatamente bombardeado. La 23.ª Brigada británica, que había estado operando detrás de la división japonesa, cortó las líneas de abastecimiento japonesas impidiendo buscar comida en las colinas al este de Kohima. Los japoneses hicieron dos misiones de reabastecimiento, utilizando jeeps capturados para llevar suministros desde Chindwin, pero llevaron principalmente artillería y municiones antitanques, en lugar de alimentos.

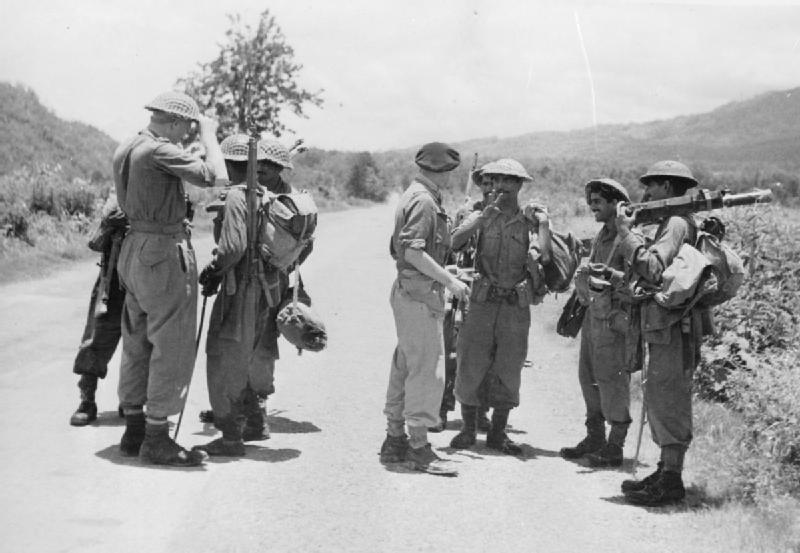
Imagen del 22 de junio. Encuentro de las tropas de la 2ª División británica con la 5ª División de Infantería India que avanzaba hacia el norte a 48 km al sur de Kohima.

Las tropas de Sato estaban hambrientas a mediados de mayo. Sato consideraba que tanto Mutaguchi como el Cuartel General del XV Ejército Japonés estaban prestando poca atención a su situación, ya que le habían dado varias órdenes confusas y contradictorias en abril.  Debido a que el ataque principal a Imphal había fracasado a mediados de abril, Mutaguchi deseaba que la 31ª División o partes de ella se unieran al ataque a Imphal desde el norte, incluso mientras la división luchaba por capturar y mantener Kohima. Sato consideró que el cuartel general del XV Ejército estaba dando órdenes poco realistas a su División sin un plan adecuado o sin considerar las condiciones reales. Tampoco creía que se estuvieran esforzando por trasladar suministros a su División, por lo que comenzó a considerar la posibilidad de retirarse con sus tropas para permitir el reabastecimiento de éstas.
Así, el 25 de mayo, Sato notificó al Cuartel General del XV Ejército que se retiraría el 1 de junio, si su División no era reabastecida. Finalmente, el 31 de mayo, abandonó Naga Village y otras posiciones al norte de la carretera, a pesar de las órdenes de Mutaguchi de aferrarse a su posición, algo impensable en el ejército japonés. Esto permitió a la 23ª Brigada británica flanquear finalmente la posición de Miyazaki en Aradura Spur y avanzar hacia el sur.
El destacamento de Miyazaki continuó luchando mientras se retiraba y demoliendo puentes a lo largo de la carretera a Imphal, aunque finalmente fue expulsado de la carretera y obligado a retirarse hacia el este. El resto de la división japonesa se retiró hacia el sur, pero encontró muy poco para comer, ya que la mayoría de los suministros que se habían llevado a través del Chindwin habían sido consumidos por otras unidades niponas. Muchos de la 31ª División estaban demasiado debilitados para llegar al sur, donde en Ukhrul (cerca del terreno de la batalla de Sangshak), se había establecido hospitales, donde Sato esperaba encontrar provisiones. Si bien las esperanzas de Sato fueron en vano.
El 33º Cuerpo indio siguió a los japoneses en retirada. La 2.ª División británica avanzó por la carretera principal, mientras que la 7.ª División india (utilizando mulas y jeeps para la mayor parte de su transporte) avanzó por el terreno accidentado al este de la carretera. El 22 de junio, las tropas principales de la 2ª División británica se encontraron con el cuerpo principal de la 5ª División de Infantería de la India que avanzaba hacia el norte desde Imphal en Milestone 109, a 48 km al sur de Kohima.30 millas (48,3 km) El sitio de Imphal terminó, y los convoyes de camiones rápidamente llevaron suministros a las tropas en Imphal.
Durante la Batalla de Kohima, las fuerzas británicas e indias perdieron 4.064 hombres, muertos, desaparecidos y heridos. Los japoneses tuvieron 5.764 bajas en la batalla de Kohima, y muchos de la 31ª División murieron posteriormente de enfermedades, hambre o seppuku.